# Роза Бэнкс
Роза Бэнкс (лат. Rosa banksiae) — вид рода Шиповник семейства Розовые.

## Название
Видовое название дано в честь Доротеи Бэнкс, жены Джозефа Бэнкса, президента Лондонского королевского общества и покровителя наук. В русскоязычной литературе встречаются грамматически неверные варианты названия «Бэнксиевая роза», «роза Бэнкса», или «шиповник Бэнкса».

## Ареал
Роза Бэнкс встречается в Китае в провинциях Ганьсу, Гуйчжоу, Хэнань, Хубэй, Цзянсу, Сычуань и Юньнань.

## Биологическое описание

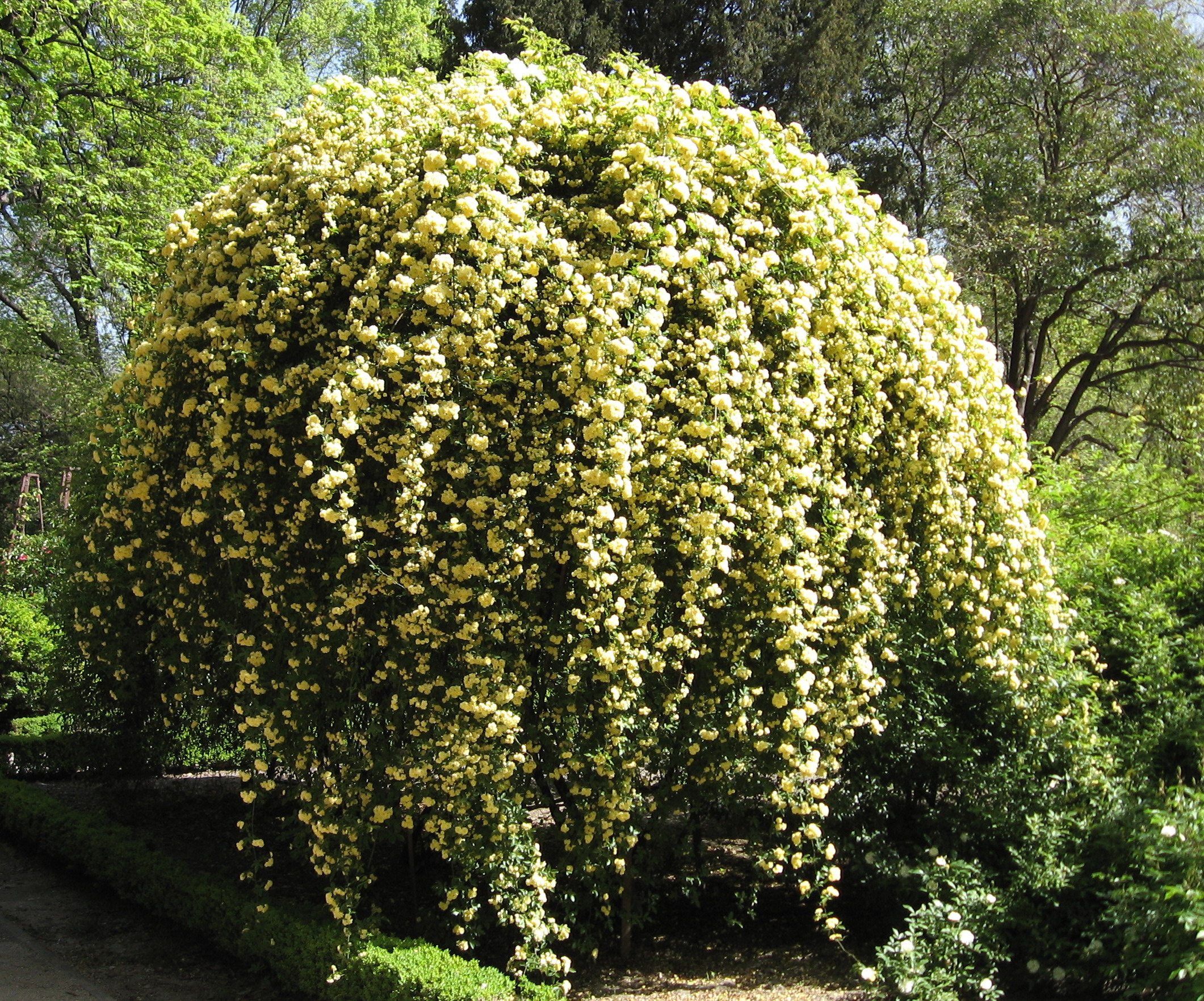
Rosa banksiae 'Lutea'. Общий вид растения.

Вечнозелёные кустарники до 6 м высотой, иногда до нескольких десятков метров.
Старые ветви с крупными, жёсткими колючками; веточки красно-коричневого цвета, голые; колючки изогнутые, короткие, до 5 мм; ветви культурных растений иногда не имеют колючек.
Листья черешчатые, черешки 4—6 см; прилистники линейно-ланцетные, цельнокрайные, на вершине заострённые; листья эллиптические-яйцевидные или продолговато-ланцетные, кожистые, блестящие, на вершине острые или слегка заострённые.
Цветки 1,5—2,5 см в диаметре; цветоножки 2—3 см, голые; чашелистиков пять, лепестков пять; чашелистики лиственные, яйцевидные; лепестки полумахровые, ароматные или нет, белого или жёлтого цвета, обратнояйцевидные, в основании клиновидные, на вершине закруглённые.

## Экология
Растение встречается в зарослях кустарников, в долинах, по обочинам дорог на высоте 500—2200 метров над уровнем моря.

## В культуре
Роза Бэнкс широко культивируется в Китае, Индии и центральном Ираке и выращивается как декоративное растение. В Англии появилась в 1807 году.
У растущего в Тулоне старого экземпляра белой розы Бэнкс диаметр ствола у основания достигал около 70 см, на небольшой высоте ствол образовывал 6 ветвей, самая толстая из которых была 45 см.
Цветение однократное.

## Использование
Кора корней используют для дубления, в Индии и Китае корни и листья используется в народной медицине.